# Handheld PC Explorer
Handheld PC Explorer (ハンドヘルド・ピーシー・エクスプローラ、H/PCエクスプローラ)は、Microsoft Windows CE 1.0ベースの組み込みPCコンパニオンデバイスであるハンドヘルドPCの初代世代のWindows PCホストクライアントだった。

## リリース履歴
H/PC Explorerには2つのリリースがあった。

### Handheld PC Explorer 1.0
H/PC Explorerの初版は、初期のWindows CE 1.0ハンドヘルドPCリリースのソフトウェアの一部としてCDでのみ提供された。バージョン1.0は、Windows CE 1.0自体と同様に、ベータリリースの位置づけであり、同期プログラムにも不安定なところがあり、市場からの反応は良くなかった。バージョン1.0はWindows 95のみをサポートし、Windows NT 4.0を実行しているエンタープライズ環境でのWindows CEの採用を妨げていた。 Windows NT 3.51以下でネイティブに動作するWindows CE用の同期クライアントはリリースされていない。

### Handheld PC Explorer 1.1
ソフトウェアの2番目のリリースでは、1.0のユーザーが経験した安定性と互換性の問題の多くが修正された。 Windows NT 4.0のサポートが、Outlook 97の形式でのMicrosoft Outlookの初期リリースのサポートとともに、最終的に製品に追加された。
Handheld PC Explorer 1.1は、1997年半ばから後半にHandheld PC CompanionソフトウェアCDにバンドルされるとともに、無料で入手できるWebダウンロードとしてもリリースされた。